# Британское Величество
Его Британское Величество или Её Британское Величество, в зависимости от пола монарха, является формальным, официальным термином суверенной власти Соединённого Королевства в дипломатии, суверенном праве и международных отношениях.
Например, когда Лига Наций образовывала британский мандат в Палестине, носителем мандата определялся Его Британское Величество.
«Британское Величество» используется во всех британских паспортах, где указывается следующее предложение:
Государственный Секретарь Её Британского Величества просит от имени Её Величества всех, кого это может касаться, обеспечить свободный и беспрепятственный проезд владельцу настоящего паспорта, а также оказать ему необходимую помощь и защиту.
Это укороченная версия текста, утвержденного в британском паспорте образца 1979 года:
Главный государственный секретарь Её Британского Величества иностранных дел и по делам Содружества от имени Её Величества просит всех, кого это может касаться, обеспечить свободный и беспрепятственный проезд владельца настоящего паспорта, а также оказать ему необходимую помощь и защиту.
В тех странах Содружества, которые признают главой государства британского монарха, практикуется разный подход к упоминанию данного предложения в паспортах. Так, в канадских паспортах оно отсутствует. А в Австралии и Новой Зеландии подданным выдаются паспорта с упоминанием аналогичного предложения, адаптированного под особенности определенного государства. Однако, в них отсутствует определение Её Британское Величество, что делает упор на том, что британский монарх в контексте национального паспорта рассматривается именно как глава государства, которому принадлежит паспорт.